# 劇場版 百獣戦隊ガオレンジャー 火の山、吼える
『劇場版 百獣戦隊ガオレンジャー 火の山、吼える』（げきじょうばん ひゃくじゅうせんたいガオレンジャー ひのやま ほえる）は、2001年9月22日より東映系で公開された日本の映画作品。同時上映は『劇場版 仮面ライダーアギト PROJECT G4』。

## 概要
特撮テレビドラマ『百獣戦隊ガオレンジャー』の劇場版であり、スーパー戦隊シリーズの劇場用作品としては『超力戦隊オーレンジャー』以来6年ぶりとなる。東映創立50周年記念作品・スーパー戦隊生誕25周年記念作品である。当初は同時上映作品である『仮面ライダーアギト』の劇場版を単作で上映する予定であったが、『アギト』の東映プロデューサー・白倉伸一郎の提案により、『ガオレンジャー』の劇場版も同時上映が決定したという経緯を持つ。
劇場版限定のキャラクターとして「ガオナイト」が登場、また「ガオゴッド」もテレビシリーズに先駆けて登場する。またテレビシリーズの主題歌・挿入歌を歌っている山形ユキオや水木一郎も、オルグ役でゲスト出演している。
かつての東映作品で使用されていた、ゴシック体のフォント（石井太ゴシック体）を用いたテロップ表示が久々に使用されている。テレビシリーズではアレンジされた状態（白地に黒で縁取りされている）で使用されているが、劇場版では縁無しの形で使用されている。
本作品の上映、ならびにテレビシリーズの放送終了後の2005年1月2日には、テレビ朝日系列にて1時間特番「初夢ガオレンジャースペシャル!」（7:00～8:00）として、テレビシリーズ第1話とともに本作品のテレビ放送が行われた。
2020年11月8日、第33回東京国際映画祭の一環として東京ミッドタウン 日比谷ステップ広場で『百獣戦隊ガオレンジャーVSスーパー戦隊』とともに上映。その後のオンライントークに金子昇、堀江慶、柴木丈瑠、酒井一圭が参加した。

## あらすじ
いつものようにオルグと戦うガオレンジャーの6人だったが、強い衝動によってテトムと共々時空の裂け目に引き寄せられてしまう。そこにたどり着いたのは別次元にある火山島で、オルグが支配する異世界の島オルグアイランドだった。ガオレンジャーは島の自由を取り戻すために、島のレジスタンスと共にオルグ三兄弟に立ち向う。

## 登場人物
テレビシリーズにも登場する登場人物は百獣戦隊ガオレンジャー#登場人物を参照。
伊莉那
異世界の島の皇女。皇女という身分ながら、鬼之城の地下にある採掘場で捕らえられた島の住民と共にオルグと戦っている。ガオコングを蘇らせる赤い石のペンダントを持っている。
魁人
自由を求めてオルグと戦う島民のレジスタンスのリーダー。ガオコングを蘇らせる赤い石の半分を持っている。伊莉耶と再会するも、ゼウスオルグに斬られ、伊莉耶に赤い石の半分を渡して息絶える。
ゼウスオルグ
異世界のオルグ三兄弟長男で、リーダー格の雷鬼。人間を弱いものとして扱い、一年前に異世界の島に乗り込んで島の住人を暴力で支配してオルグアイランドとして、火の山に造り上げた鬼之城に拉致し地下の採掘場で宝石を採掘させていた。角から発する雷ゼウスクラッシュと電光剣が武器であり、電光剣からは魔王のイカズチを出すことができる。
ガオレンジャーの破邪百獣剣と破邪聖獣球で倒された後に自らの力で巨大化。弟たちも再生巨大化させたが、ガオナイトとガオゴッドに2人を倒された後、自身もガオナイトの森羅万象ビッグバンファイナルで倒された。
- デザインコンセプトはゼウスと雷。三兄弟は腕や足のレンガのようなディテールや肩と胸の突起が共通の意匠として取り入れられている。

ポセイドンオルグ
異世界のオルグ三兄弟次男の水鬼。怪力の持ち主。無類の酒好きで、常に酔っ払っている。かなりの大食いであり、テトムと赤い石のペンダントを賭けて酒の飲み比べ勝負を繰り広げた。槍型の武器トライデントや水を操り、水流ツナミアタックや泡爆弾ツナミボンバーを武器にしている。
ガオレッド以外のガオレンジャーの破邪の爪とガオレッドのブレイジングファイヤーの連続攻撃をハデスオルグと共に受けて敗北。巨大化後の戦闘では、ガオナイトの居合い斬りで倒された。
- デザインは海を司ることから波や魚の意匠が入れられている。

ハデスオルグ
異世界のオルグ三兄弟末っ子の風鬼。気が短く、最も好戦的でオルゲットを従えて人間狩りをして奴隷を集めている。竜巻のようになってすばやく駆け抜けることができ、風を操り、大風ヘルトルネードや大鎌を武器にしている。
ポセイドンオルグと同じく、ガオレンジャーの連続攻撃に敗北。巨大化後の戦闘では、背後からガオナイトを襲い、ガオナイトを羽交い絞めにしながらもガオゴッドの天誅パワーアローで倒された。
- デザインは風を司ることから鳥の意匠が取り入れられている。

## パワーアニマル・精霊王
テレビシリーズにも登場するパワーアニマル・精霊王は百獣戦隊ガオレンジャー#パワーアニマル、百獣戦隊ガオレンジャー#精霊の王を参照。

### パワーアニマル
ガオコング
赤いゴリラの姿をしたパワーアニマル。体色以外の外見はガオゴリラに酷似している。二つの赤い石が合わさって宝珠として一つに戻ったとき、異世界の3つの太陽と月の金環食によって、島中央の山が噴火し、火の山の火口から現れた島の伝説に謳われる赤き聖なる獣。ガオレッドをパートナーに選んだ。
マグマで燃えた大木によるファイヤーダンスが得意で、燃えるヤシの実ココナッツボムや溶岩を投げつける。雄叫び声により、初期メンバーのメインパートナーパワーアニマルを時空を超えて呼び寄せた。
戦い終えた後、帰還するガオレンジャーを島民たちと共に見送った。
- テレビシリーズのFinal Questでも登場する予定があった。
- 出現後はすぐに敵に飛びかからずに本能的にファイヤーダンスを踊らせている。それまでの緊張感が続いていた真面目なドラマから急にバナナ投げをするコミカルな画を入れて両立させることで釘付けになるようにしている。

### 精霊王
ガオナイト
ガオイーグル、ガオシャーク、ガオバイソン、ガオタイガー、ガオエレファント、ガオコングが合体した炎の精霊騎士。同じゴリラ型のガオゴリラを核としたガオマッスルが怪力と耐久力を活かした肉弾戦を主体としているのに対し、ガオナイトは騎士の名の通り、槍を主体としている。
必殺技はエレファントソードから光の剣を延ばし、敵を5回滅多斬りにする森羅万象！ビッグバンファイナル。居合い斬りも必殺技級の威力を持つ。
- 必殺技は実際にスーツアクターの横山が剣を回している。

## キャスト
- 獅子走 / ガオレッド - 金子昇
- 鷲尾岳 / ガオイエロー - 堀江慶
- 鮫津海 / ガオブルー - 柴木丈瑠
- 牛込草太郎 / ガオブラック - 酒井一圭
- 大河冴 / ガオホワイト - 竹内実生
- 大神月麿 / ガオシルバー - 玉山鉄二
- テトム - 岳美
- 魁人 - 大沢樹生
- 伊莉那 - 佐藤康恵
- ツエツエ - 斉藤レイ

### 声の出演
- ゼウスオルグ - 三宅健太
- ポセイドンオルグ - 水木一郎
- ハデスオルグ - 山形ユキオ
- ヤバイバ - 坂口候一
- オルゲット - 塩野勝美[注釈 1]、大村亨[注釈 1]、穴井勇輝[注釈 1]
- ナレーション - 増岡弘

### スーツアクター
- ガオレッド[11]、ガオマッスル[11] - 福沢博文
- ガオイエロー[12] - 竹内康博
- ガオブルー[12] - 今井靖彦
- ガオブラック[12] - 日下秀昭
- ガオホワイト[12] - 蜂須賀祐一
- ガオシルバー[12] - 大藤直樹
- ゼウスオルグ[12] - 魁将馬
- ポセイドンオルグ[12] - 中川素州
- ハデスオルグ[12] - 三村幸司
- 石垣広文
- 小倉敏博
- 藤田健次郎
- ガオナイト[7] - 横山一敏[注釈 1]

## スタッフ
- 原作 - 八手三郎
- プロデューサー - 日笠淳（東映）、太田賢司（テレビ朝日）、矢田晃一（東映エージエンシー）
- 監督 - 諸田敏
- 脚本 - 武上純希
- 音楽 - 中川幸太郎
- 特撮監督 - 佛田洋
- アクション監督 - 竹田道弘（ジャパンアクションクラブ）
- 撮影 - 菊池亘
- 照明 - 才木勝
- 美術 - 山下宏
- 録音 - 谷山謙二
- 編集 - 阿部嘉之
- 特撮・3DCG - （株）特撮研究所
- 3DCG - SpFX STUDIO、モーターライズ
- デジタル合成 - 日本映像クリエイティブ、マリンポスト、東映アニメーション
- 記録 - たなかなつき
- 視覚効果 - 沖満
- 企画協力 - 企画者104
- デザイン協力 - プレックス
- キャラクターデザイン - 原田吉朗
- 造型 - レインボー造型企画
- プロデューサー補 - 横塚孝弘（東映）
- 助監督 - 黒木浩介
- 制作進行 - 谷口正洋
- 制作担当 - 岩永恭一郎
- スチール - 渡辺直之
- 製作協力 - 東映テレビプロダクション
- 製作 - ガオレンジャー製作委員会（東映、東映アニメーション、テレビ朝日、東映ビデオ、アサツーディ・ケイ、東映エージエンシー、バンダイ）
- 配給 - 東映

## 主題歌
「ガオレンジャー吼えろ!! オールキャスト・スペシャル・ヴァージョン」
作詞 - 桑原永江 / 作曲・編曲 - 中川幸太郎 / 歌 - ガオレンジャー&山形ユキオ
本作品ではオープニングに全てのスタッフクレジットを集約するスタイルが採られた。

## ソフト化
- 劇場版 百獣戦隊ガオレンジャー 火の山、吼える（DVD1枚組、2002年6月21日発売）
  - 映像特典
    - 初日舞台挨拶
    - 特報・劇場予告編・TVスポット集
    - データファイル